# Second Coming (Shotgun Messiah)
Second Coming è il secondo album degli Shotgun Messiah, uscito nel 1991 per l'Etichetta discografica Combat/Relativity Records.

## Tracce
1. Sexdrugsrock'n'roll (Cody, Skold) 3:25
2. Red Hot (Cody, Skold) 4:23
3. Nobody's Home (Cody, Skold) 4:44
4. Living Without You (Cody, Skold) 4:07
5. Heartbreak Blvd (Cody, Skold) 4:18
6. I Want More (Cody)	6:10
7. Trouble (Cody, Skold) 4:36
8. Ride the Storm (Cody, Skold) 3:59
9. I Wanna Know (Skold) 4:46
10. Babylon (Johansen, Thunders) 2:57 (New York Dolls Cover)
11. Free (Cody) 5:13
12. You and Me (Cody) 4:15
13. Can't Fool Me (Skold) 4:00

## Formazione
- Tim Sköld - voce
- Harry Cody - chitarra, cori
- Bobby Lycon - basso, cori
- Stixx - batteria

### Altre partecipazioni
- Pat Regan - percussioni nella traccia 9